# Liverpool Institute for Performing Arts
Das Liverpool Institute for Performing Arts (LIPA), deutsch: Liverpooler Institut für Darstellende Kunst, ist eine Universität in der englischen Stadt Liverpool, die Ausbildung und Studiengänge in Schauspiel, Community Drama, Tanz, Musik, Tontechnik, Veranstaltungs- und Kunstmanagement, Veranstaltungstechnik und Bühnenbild anbietet.
Das LIPA bietet neun grundständige Bachelor of Arts-Studiengänge sowie diverse postgraduatierten Studiengänge mit dem Abschluss Master of Arts an, darüber hinaus auch zertifizierte Ausbildungen und Wochenend-Kurse für Jugendliche.

## Geschichte

### Vorgeschichte bis zur Gründung 1996
Das Liverpool Institute for Performing Arts wurde 1996 von Paul McCartney und Mark Featherstone-Witty gegründet. Sie brachten zwei Ideen zusammen: Paul McCartney wollte das Gebäude seiner ehemaligen Schule (die Liverpool Institute High School for Boys, eine Grammar School), die seit deren Schließung 1985 ungenutzt war und verfiel, nutzen. Mark Featherstone-Witty, der in London die The London School for Performing Arts & Technology gegründet hatte, wollte seine Ideen in größerem Maßstab umsetzen.
Inspiriert durch Alan Parkers film Fame – Der Weg zum Ruhm (1980) über die New York High School for the Performing Arts dachte Mark Featherstone-Witty darüber nach, welche Ausbildung für ihn und andere die beste gewesen wäre, die eine Karriere in der Entertainmentindustrie oder dem „show business“ verfolgten. Aus dem Film nahm er die Idee auf, dass Künstler eine Ausbildung sowohl in Schauspiel, Tanz und Musik benötigen, um erfolgreich zu sein. Ein Buch verdeutlichte ihm, dass das Show Business ein Geschäft war und wie wichtig demzufolge das Wissen um wirtschaftliche Zusammenhänge war. Schließlich nahm er noch die Beobachtung auf, dass die Künstler selbst nur die Spitze eines Eisberges von Beschäftigten in der Entertainmentindustrie waren.
Aus diesen Grundgedanken entwarf er eine Skizze für einen neuen Typus von Ausbildungsstätte und verbrachte drei Jahre damit, in Gesprächen dieses Konzept zu entwickeln. 1985 hatte er rund fünfzig Künstler, Theaterdirektoren, Choreographen and Unternehmer hinter sich.
Der Schallplattenproduzent George Martin wusste, dass Mark Featherstone-Witty einen Ort suchte, seine Schule zu gründen, und dass Paul McCartney nach einer Nutzung für das Gebäude suchte und brachte die beiden zusammen. Der Prozess bis zur Eröffnung des Instituts benötigte sieben Jahre und rund £ 20 Millionen für Gebäude und Curriculum.

### 1996 bis 2006
Das LIPA wurde von Elisabeth II., Königin von England, am 7. Juni 1996 offiziell eröffnet. Seitdem wurden jährlich mehr Studiengänge und Kurse angeboten. Die Herausforderung bestand darin, exzellente Ausbildung mit möglichst breiten Zugangsmöglichkeiten zu kombinieren. Als Lösung wurde eine akademische Ausbildung begründet und um eine Anzahl offener und flexibler Kurse ohne Zugangsbeschränkungen ergänzt. Zum zehnjährigen Jubiläum im Januar 2006 fand in der Liverpool Philharmonic Hall eine Show zu Vergangenheit, Gegenwart und Zukunft statt und es erschien ein Bildband. Die Jubiläumsveranstaltung war zugleich Auftakt für das Themenjahr Liverpool Performs, das auf die Europäische Kulturhauptstadt Liverpool 2008 vorbereitete.

### Die Geschichte des Gebäudes und der Vorgängerinstitutionen
Das Gebäude geht auf die Liverpool Mechanics’ School of Arts zurück, eine 1825 gegründete Arbeiterbildungseinrichtung, die überwiegend Abendkurse anbot. Gastvorträge hielten unter anderen Charles Dickens und Ralph Waldo Emerson. Um 1840 betrieb die inzwischen umbenannte Liverpool Mechanics’ Institution die Abendschule, eine Bibliothek und eine Grund- und weiterführende Schule für Jungen. Um 1850 entwickelte sich aus den Abendkursen eine Schule der Künste, was sich 1856 durch eine erneute Umbenennung im Namen widerspiegelte: The Liverpool Institute and School of Art. Aus dieser Zeit stammt das heutige Hauptgebäude an der Mount Street.
In den 1880ern wurde ein neues Gebäude östlich neben dem Hauptgebäude errichtet, um die Schule der Künste aufzunehmen. Aus dieser und den Abendkursen entwickelte sich dann das Liverpool Polytechnic und daraus die heutige Liverpool John Moores University.

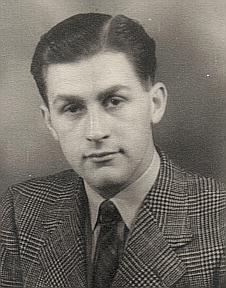
Alan Durband (Fachbereichsleiter Englisch), 1946

1905 ging die Trägerschaft der weiterführenden Schule an Stadt Liverpool über. Bis zu ihrer Schließung 1985 war sie unter dem Namen The Liverpool Institute High School for Boys bekannt. Das lateinische Motto der Schule lautete Non nobis solum, sed toti mundo nati („Nicht für uns allein, sondern für die ganze Welt sind wir geboren“). Das Liverpool Institute for Boys verfügte als Grundschule über eine sehr gute Reputation – über 300 Absolventen haben in Cambridge oder Oxford studiert. Einige bekannte Persönlichkeiten aus dem Bereich der darstellenden Künste sind mit den Schulen verbunden: Paul McCartney, der das Motto der Schule 1991 in seinem und Carl Davis’ Liverpool Oratorio verwendete, George Harrison, Arthur Askey, Bill Kenwright, Peter Sissons und Alan Durband (ein Schüler der Literaturwissenschaftlers und -kritikers F. R. Leavis), der Leiter des Fachbereichs Englisch und Paul McCartneys Lieblings- und Englischlehrer.

## Studiengänge

### Ausbildungen und Zertifikate
Das LIPA bietet Kurse an, die den Zugang zu akademischen Ausbildungen im LIPA oder an anderen Orten eröffnen. Diese Kurse werden auch von Studierenden genutzt, ihre Fähigkeiten zu verbessern, ohne ein dreijähriges Studium zu absolvieren.
- LIPA-Diplom in Performing Arts (Schauspiel)
- LIPA-Diplom in Performing Arts (Tanz)
- LIPA-Diplom in Performing Arts (Lied)
- LIPA-Diplom in Popular Music and Sound Technology

### Grundständige Studiengänge (Bachelor of Arts)
In Zusammenarbeit mit der Liverpool John Moores University
- Bachelor of Arts in Performing Arts (Schauspiel)
- Bachelor of Arts in Music, Theatre and Entertainment (Management)
- Bachelor of Arts in Performing Arts (Tanz)
- Bachelor of Arts in Music
- Bachelor of Arts in Performing Arts (Music)
- Bachelor of Arts in Sound Technology
- Bachelor of Arts in Theatre and Performance (Design)
- Bachelor of Arts in Theatre and Performance Technology
- Bachelor of Arts in Community Drama

### Postgraduierte Studiengänge (Master of Arts)
- Schauspiel-Diplom
- Master of Arts in Performing Arts Education
- Master of Arts in Dance Theatre Practice
- Master of Arts in Community Music
- Master of Arts in Contemporary Theatre Practice

## Companions
LIPA vergibt keine akademischen Grade ehrenhalber (Ehrendoktorwürde, Ehrenprofessur, Honorarprofessur), sondern „Companionships“. Die Companionship wird Einzelpersonen in Anerkennung ihrer Beiträge zu Unterhaltung und Kunst, insbesondere in den Bereichen, in denen LIPA aktiv ist, verliehen. Mögliche Companions waren in der Regel schon vor der Auszeichnung im Institut. Als Companions unterrichten sie Meisterklassen oder nehmen an Diskussions- und Interviewveranstaltungen teil. Einige Companions sind öfter oder regelmäßig im LIPA.
2011
- David Bell
- Paule Constable
- Caroline Elleray
- Chris Johnson
- Steve Nestar
- Billy Ocean (* 1950), Popsänger
- Hannah Waddingham (* 1974), Schauspielerin, Sängerin
- Spencer Leigh

2010
- Heather Knight
- Alan Moulder
- Christopher Oram
- Dave Pammenter
- Jonathan Pryce
- Midge Ure
- Mark Summers

2009
- Will Young
- Joe McGann
- Pippa Ailion
- Richard Hudson
- Natricia Bernard
- Tony Platt
- John Fox

2008
- John Hurt
- Trevor Horn
- Cathy Dennis
- Ann Harrison
- Nitin Sawhney
- Lea Anderson
- Luis Cobos

2007
- Anita Dobson
- Alan McGee
- Ralph Koltai
- Steve Levine
- Ben Elton

2006
- Lynda Bellingham
- Ken Robinson (1950–2020)
- Jörg Sennheiser (* 1944)
- Terence Stamp
- David Stark

2005
- Guy Chambers
- Robin Gibb
- Alec McCowen
- Tim Wheeler

2004
- The Bangles
- Ken Campbell
- Tim Firth
- Terry Marshall
- Arlene Phillips
- Willy Russell
- Jon Webster

2003
- Barbara Dickson (* 1947), Sängerin, Musikerin, Schauspielerin
- Anthony Everitt
- Stephen Bayley
- Andy McCluskey

2002
- Thelma Holt
- Anthony H Wilson

2001
- Joan Armatrading (außerdem ein LIPA Patron)
- Benny Gallagher
- Malcolm McLaren

## Patrone
- Paul McCartney[4]
- Joan Armatrading (außerdem ein LIPA Companion)
- Jocelyn Barrow (1929–2020), Pädagogin, Aktivistin
- David Bedford
- Richard Branson
- Graham Collier
- John Dankworth
- Judi Dench
- John Gunter
- Glyn Johns
- Mark Knopfler
- Gillian Lynne
- Cameron Mackintosh
- George Martin
- Robert North
- Lady Olivier
- Alan Parker
- Monica Parker
- David Puttnam
- Paul Scofield
- Alpana Sengupta
- Carly Simon
- Peter Sissons
- Wayne Sleep
- Vangelis
- Toyah Willcox
- Victoria Wood

## Bekannte Alumni
- Jan Burton, Musikproduzent
- Dan Costa, Jazz-Pianist und Komponist
- Anthony Eve, Filmkomponist
- Leah Hackett, Schauspielerin (Tina Reilly in Hollyoaks)
- Jesse Harlin, Komponist für Filmmusik bei LucasArts
- Kate Havnevik, norwegische Sängerin und Songwriterin
- Lynette Howell, Filmproduzentin in Hollywood
- Christian Ingebrigtsen, norwegischer singer-songwriter und Musiker
- Nora Krug, Illustratorin & Autorin
- Liam Lynch, US-amerikanischer Singer und Songwriter
- Javier Martínez Maya, kolumbianischer Musikproduzent, -komponist und Arrangeur
- Eugene McGuinness, Singer und Songwriter
- Lindsay McKenzie, Schauspielerin (Prinzessin Erina in the CBBC programme Raven)
- Dawn Porter, Fernsehjournalist und Moderator
- Kent Riley, Schauspieler (Zak Ramsey in Hollyoaks)
- Slopes, norwegischer Sänger, Komponist und Musikproduzent
- Lisa Stokke, norwegische Sängerin und Schauspielerin
- Sandi Thom, schottische Sängerin und Songwriterin
- Liz White, Schauspielerin (Life on Mars – Gefangen in den 70ern)
- The Wombats, Indie-Band